# Carolina Hurricanes
De Carolina Hurricanes is een ijshockeyteam uit de National Hockey League en speelt in de PNC Arena in Raleigh, North Carolina. De franchise is actief sinds 1997, daarvoor heette het de Hartford Whalers. De Carolina Hurricanes wonnen de Stanley Cup in 2006.

## Geschiedenis

### Whalers
Toen de World Hockey Association in 1972 begon aan haar korte, maar succesvolle carrière, had de competitie een ook een team in Boston, Massachusetts, de New England Whalers. Aangezien daar al de succesvolle Boston Bruins speelde, actief in de National Hockey League, kreeg het nieuwe WHA-team veel minder aandacht dan het klassieke NHL-team. De Whalers had als voordeel dat ze New England als voornaam had, waardoor er nog keuze genoeg was om een andere thuisplaats uit te zoeken, want het was duidelijk dat Boston niet de toekomst had. Er werd gekozen voor Hartford, Connecticut, daar waren de inwoners wel enthousiast en de Whalers kregen onvoorwaardelijke steun. Succesvol was het team niet, ze waren redelijk, maar ze wisten nooit de eindzege te behalen. In 1977 werd Gordie Howe gecontracteerd, samen met zijn twee zonen. Howe was immers al 49 jaar. Dankzij de aanwezigheid van superster Howe liet de NHL de Whalers toe tot haar competitie, toen de WHA in 1979 op de fles ging. De Edmonton Oilers, Québec Nordiques en Winnipeg Jets volgden de Whalers. Door de aanwezigheid van de Boston Bruins moesten de Whalers echter van naam veranderen: Boston ligt namelijk ook in New England en de NHL vond dat te verwarrend. New England werd vervangen door de thuisplaats: Hartford Whalers.
In de NHL ging het minder dan in de WHA, hoewel het team nog steeds redelijk presteerde. In de achttien jaar NHL werden acht keer de play-offs gehaald, de eerste ronde werd daarentegen maar één keer overleefd. Ook werd Ron Francis, aanvoerder van de Whalers, geruild voor drie middelmatige spelers van de Pittsburgh Penguins. De fans waren woedend toen de sterspeler en publiekslieveling vertrok in 1990, in de eerste twee jaar van Francis won Pittsburgh beide keren de Stanley Cup; natuurlijk dankzij Mario Lemieux, maar Francis was de aanvalsleider van de goede tweede lijn. Door de nabijheid van Boston en New York was de draagvlak voor fans klein en de Whalers kwamen er financieel minder voor te staan, bovendien kon Connecticut geen nieuw stadion leveren. In 1997 verhuisde de franchise naar Raleigh, North Carolina, en ging verder als de Carolina Hurricanes

### Hurricanes
De verhuizing van Hartford naar Raleigh was bijzonder snel en ingrijpend: de naam werd volledig veranderd evenals de clubkleuren (van groen-blauw naar rood-zwart), waardoor de eigenaar de naam Hurricanes geschikt vond. De eerste twee jaar moest echter in Greensboro, North Carolina, gespeeld worden, aangezien het stadion in Raleigh nog niet klaar was. De toeschouwers lieten dat stadion echter linksliggen, het was anderhalf uur rijden van Raleigh, maar sportief ging het de Hurricanes veel beter dan de Whalers. In 1999 werden voor het eerst sinds 1992 de play-offs gehaald, dankzij de teruggekeerde Ron Francis, topscorer Keith Primeau en vechtersbaas Gary Roberts. De Bruins wonnen echter vier wedstrijden van Carolina, waardoor de Hurricanes gedesillusioneerd terug naar Raleigh reden. Hurricanes verdediger Chiasson had zijn verdriet weggedronken en wilde nog langs Gary Roberts gaan om uit te huilen, toen hij zijn auto total loss reed en overleed. Hij had drie keer zo veel alcohol in zijn bloed als toegestaan.

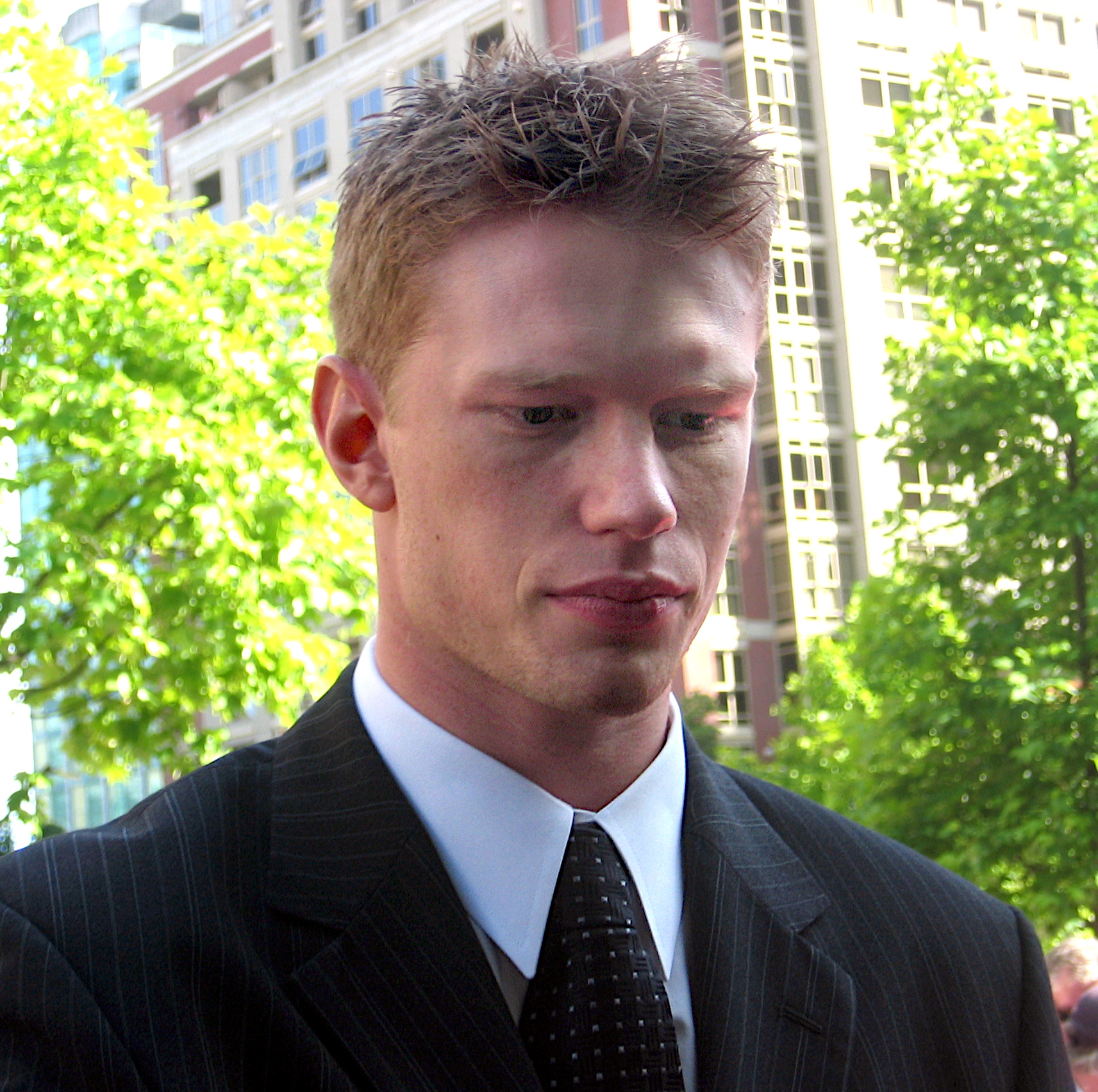
Eric Staal

Het jaar daarna werd de eindronde niet gehaald en in 2001 eindigde de Canes als achtste van het oosten, waarna ze de verdedigende kampioen New Jersey Devils troffen en weer in de eerste ronde werden uitgeschakeld. Ze lieten echter al tekenen zien dat er wat bloeide in Carolina. Het daaropvolgende jaar moesten de Hurricanes weer spelen tegen de Devils in de eerste ronde, maar nu won het team uit North Carolina. In de tweede ronde was de Montreal Canadiens de tegenstander, waar Saku Koivu weer voor het eerst speelde sinds zijn ziekte. De spelers kenden echter geen genade en de eerste Canadezen werden opzij gezet waarna ze de tweede troffen, Toronto Maple Leafs. Ook zij werden met 4-2 verslagen en Carolina stond voor het eerst in de historie van de gehele franchise in de Stanley Cupfinale, tegen de Detroit Red Wings. De eerste wedstrijd, in Detroit, werd gewonnen door de sudden death-goal van Francis, maar de vier wedstrijden daarna wonnen de Red Wings, waaronder een wedstrijd met een drievoudige verlenging in Raleigh.
Dit goede seizoen kreeg geen gevolg, de twee jaar daarna eindigde Carolina onder in de National Hockey League. In 2003 eindigde het team zelfs als voorlaatste, waarna de draft pick gebruikt werd om Eric Staal te contracteren. Staal zal uitgroeien tot de sterspeler van het team in het seizoen 2005-2006.

### Kampioen
Carolina won dat jaar de divisie en ontmoetten de Canadiens in de eerste ronde. De twee thuiswedstrijden gingen echter verloren, waarna pessimisme groeide. Montréal-aanvoerder Koivu raakt echter geblesseerd aan zijn oog toen daar een stick in terechtkwam, waarna de Canes alsnog de eerste ronde overleefden. In de tweede ronde werden de Devils geslachtofferd, in de eerste wedstrijd kreeg Devils' goalie Martin Brodeur op zijn verjaardag zes goals om zijn oren, terwijl de Devils zelf droog bleven staan. Carolina won de serie met 4-1 om in de conferencefinale uit te komen tegen de Buffalo Sabres. Deze serie ging gelijk op en de frustratie tussen beide teams was groot. In de beslissende zevende wedstrijd scoorde Hurricanes' aanvoerder Rod Brind'Amour de winnende goal en werd de Stanley Cupfinale voor de tweede keer bereikt. Tegenstander was de Edmonton Oilers, waardoor het voor de eerste keer in de geschiedenis voorkwam dat twee voormalige WHA teams de finale bereikten. In de eerste wedstrijd moest Oilers' doelman Dwayne Roloson echter geblesseerd het ijs verlaten en de gehele finale moesten de Canadezen met de reservekeeper spelen. Carolina won de eerste twee wedstrijden, waarna Ryan Smyth laat in de derde periode voor 2-1 tekende. Nadat de Hurricanes de vierde wedstrijd wonnen, konden ze het op eigen ijs afmaken. Edmonton won echter deze wedstrijd in de verlenging toen Fernando Pisani shorthanded scoorde, Edmonton had dus een man minder op het ijs. De Hurricanes werden in Edmonton toen simpel met 4-0 opzij gezet, zodat de beslissende zevende wedstrijd gespeelde moest worden in Raleigh. De Oilers scoorden vroeg in de derde periode de aansluitingstreffer, waarna reservegoali Jussi Markkanen werd gewisseld voor een extra aanvaller, maar de Hurricanes scoorde de beslissende 3-1 via een empty netgoal. De Hurricanes wonnen voor het eerst in haar historie de Stanley Cup, iets waar Brind'Amour 15 jaar op moest wachten.

## Prijzen
- Stanley Cup - 2006
- Prince of Wales Trophy - 2002 en 2006

## Play-off optreden
- 2018 - Play-offs niet gehaald
- 2017 - Play-offs niet gehaald
- 2016 - Play-offs niet gehaald
- 2015 - Play-offs niet gehaald
- 2014 - Play-offs niet gehaald
- 2013 - Play-offs niet gehaald
- 2012 - Play-offs niet gehaald
- 2011 - Play-offs niet gehaald
- 2010 - Play-offs niet gehaald
- 2009 - Derde Ronde (Pittsburgh Penguins)
- 2008 - Play-offs niet gehaald
- 2007 - Play-offs niet gehaald
- 2006 - Winnaar (Edmonton Oilers)
- 2004 - Play-offs niet gehaald
- 2003 - Play-offs niet gehaald
- 2002 - Finale (Detroit Red Wings)
- 2001 - Eerste ronde (New Jersey Devils)
- 2000 - Play-offs niet gehaald
- 1999 - Eerste ronde (Boston Bruins)
- 1998 - Play-offs niet gehaald

## Spelers

### Huidige selectie

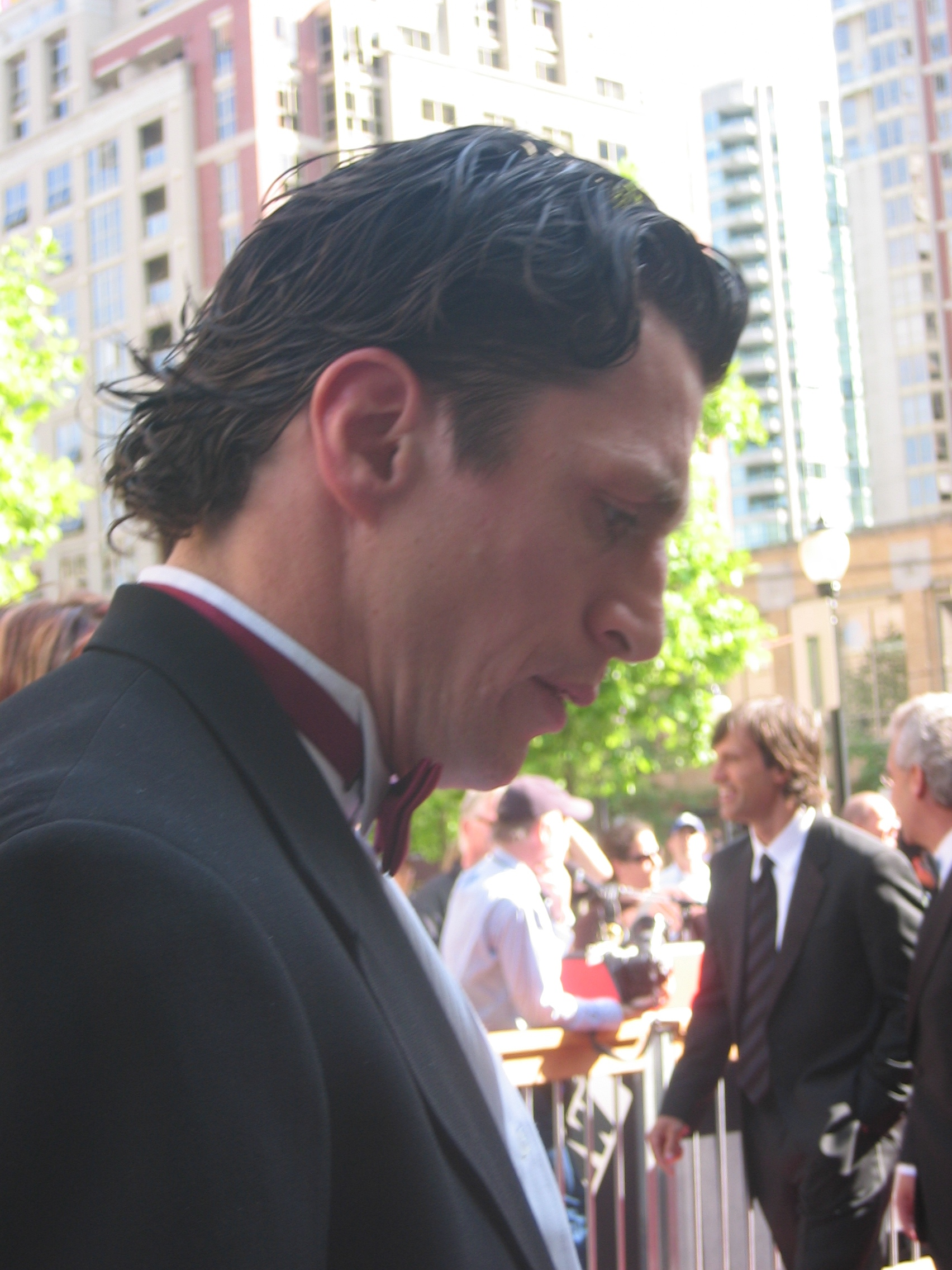
Rod Brind'Amour

Bijgewerkt tot 1 juni 2023 
| #  | Naam                 | Nationaliteit    | Pos. |
| -- | -------------------- | ---------------- | ---- |
| 20 | Sebastian Aho        | Finland          | C    |
| 18 | Jack Drury           | Verenigde Staten | C    |
| 71 | Jesper Fast          | Zweden           | RW   |
| 24 | Seth Jarvis          | Canada           | C    |
| 73 | Ondrej Kase          | Tsjechië         | RW   |
| 82 | Jesperi Kotkaniemi   | Finland          | C    |
| 28 | Mackenzie MacEachern | Verenigde Staten | LW   |
| 48 | Jordan Martinook (A) | Canada           | LW   |
| 88 | Martin Necas         | Tsjechië         | C    |
| 23 | Stefan Noesen        | Verenigde Staten | RW   |
| 67 | Max Pacioretty       | Verenigde Staten | LW   |
| 92 | Vasily Ponomarev     | Rusland          | C    |
| 13 | Jesse Puljujarvi     | Finland          | RW   |
| 81 | Jamieson Rees        | Canada           | C    |
| 11 | Jordan Staal (C)     | Canada           | C    |
| 26 | Paul Stastny         | Verenigde Staten | C    |
| 18 | Derek Stepan         | Verenigde Staten | C    |
| 61 | Ryan Suzuki          | Canada           | C    |
| 37 | Andrei Svechnikov    | Rusland          | RW   |
| 86 | Teuvo Teravainen     | Finland          | LW   |
| 8  | Brent Burns          | Canada           | D    |
| 5  | Jalen Chatfield      | Verenigde Staten | D    |
| 15 | Dylan Coghlan        | Canada           | D    |
| 44 | Calvin de Haan       | Canada           | D    |
| 41 | Shayne Gostisbehere  | Verenigde Staten | D    |
| 42 | Max Lajoie           | Canada           | D    |
| 22 | Brett Pesce          | Verenigde Staten | D    |
| 76 | Brady Skjei          | Verenigde Staten | D    |
| 74 | Jaccob Slavin (A)    | Verenigde Staten | D    |
| 31 | Frederik Andersen    | Denemarken       | GK   |
| 52 | Pyotr Kochetkov      | Rusland          | GK   |
| 32 | Antti Raanta         | Finland          | GK   |
| 36 | Zach Sawchenko       | Canada           | GK   |

### Bekende (ex-) spelers
- Ron Francis
- Rod Brind'Amour
- Keith Primeau
- Eric Staal
- Justin Williams

### Teruggetrokken nummers
- 3 - Steve Chiasson (1996-99, officieus)
- 9 - Gordie Howe (1977-80, overgenomen van de Whalers)
- 10 - Ron Francis (1982-91 en 1998-2004)
- 99 - Wayne Gretzky (verboden te dragen in de gehele NHL)

## Trivia
De Hurricanes houden het officieuze record van luidruchtigste publiek in de Noord-Amerikaanse sport. Tijdens de vijfde wedstrijd tegen de Sabres in 2006 werd er een geluidsniveau van 133,4 dB gemeten.